# Монеты Веспасиана

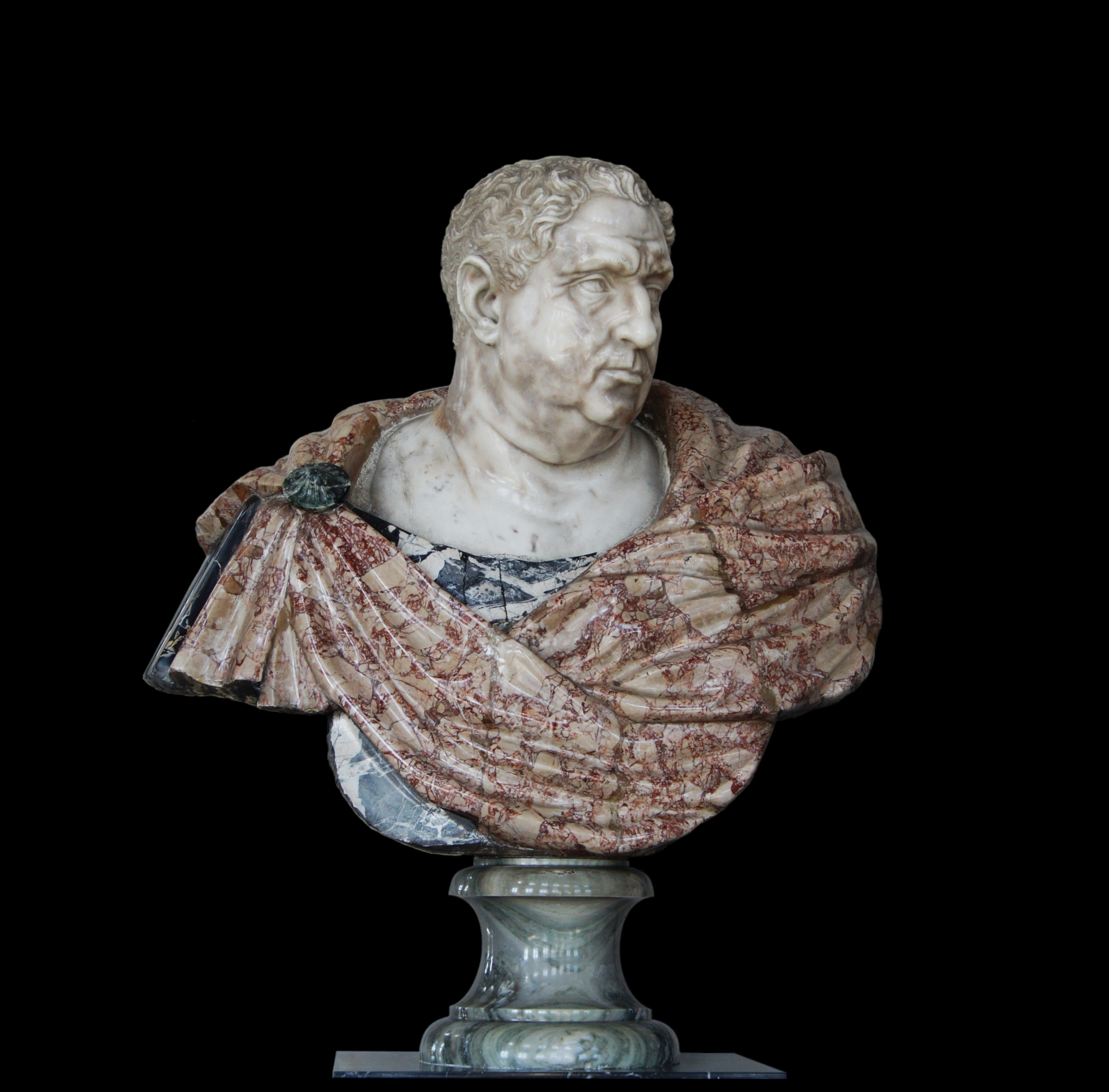
Бюст Веспасиана

Моне́ты Веспасиа́на — монеты Римской империи времён правления Веспасиана 69—79 годов н. э. За это время было отчеканено множество типов имперских монет, касающихся различных сфер жизни империи. На них фигурируют около двадцати божеств римского пантеона, сюжеты в честь победы римлян в Иудейской войне, храмы, предметы жреческого обихода, военные знамёна и др. Веспасиан стал императором в возрасте 61 года. Пожилой правитель объявил себя родоначальником новой династии Флавиев. Особенностью монет Веспасиана стало частое помещение на лицевую сторону изображений его сыновей — будущих императоров Тита и Домициана.
Во время правления Веспасиана закрыли все, за исключением одного, монетные дворы вне Рима. Этот процесс стал одним из проявлений его политики централизации власти в столице, за счёт подавления каких-либо признаков самостоятельности провинций.
Придя к власти, новый император столкнулся с массой финансовых проблем. Порча монеты в начале правления Веспасиана стала одним из многих шагов, направленных на пополнение казны. Во второй половине правления содержание серебра в денариях повысили.
В статью не помещена информация о посмертных монетах с изображением Веспасиана, которые чеканили во время правления его сыновей Тита и Домициана, а также реституционных монетах Траяна и Деция Траяна.

## Монетные дворы
Веспасиан на момент убийства Нерона являлся военачальником римской армии, которому поручили подавить восстание евреев в провинции Иудея, вошедшее в историю под названием первой Иудейской войны. Вначале Веспасиан не принимал участия в разгоревшейся борьбе за власть в Римской империи. За год сменилось три императора. Сначала к власти пришёл наместник Тарраконской Испании Гальба, затем его сменил Отон, которого в свою очередь сверг наместник Нижней Германии Авл Вителлий. По окончании противостояния Отона и Вителлия, Веспасиан в июле 69 года вступил в войну за императорскую власть, закончившуюся его победой в декабре того же года.
Веспасиан, не дожидаясь победы, начал чеканить монеты в подконтрольных ему Александрии, Антиохии, Эфесе, Византии и других городах. После победы деньги также стали выпускать в Тарраконе, Лугдуне и самом Риме. Один небольшой выпуск для армии произвели в Иллирике. Впоследствии Веспасиан изменил характерную для Римской империи практику выпуска денег на множестве монетных дворов, один за другим закрыли все монетные дворы за исключением римского. Лишь под конец жизни Веспасиана возобновили выпуск монет из неблагородных металлов в Лугдуне. Этот процесс стал одним из проявлений его политики централизации власти в столице за счёт подавления каких-либо признаков самостоятельности провинций.
Таким образом, при Веспасиане чеканку осуществляли на монетных дворах Рима (с конца 69 года и до конца правления), Тарраконы (69—71), Лугдуна (69—73 — монеты из благородных и неблагородных металлов, разменные деньги выпускали до конца правления), одного из городов провинции Иллирик (конец 69), Византия (69—71), Филипп (69—70), Эфеса (71—74), Антиохии (69—73), Тира, Александрии (69—73). Месторасположение ряда монетных дворов установить не удалось.

## Система денежного обращения Римской империи при Веспасиане

### Общеимперские монеты
При Октавиане Августе в Римской империи стали использовать систему денежного обращения, в которой золотой ауреус и серебряный денарий стали основой серебряно-золотого биметаллизма. Одновременно имели хождение кредитные монеты из неблагородных металлов, чья стоимость была закреплена государством.
Со времени монетной реформы Октавиана Августа 20-х годов до н. э. содержание благородных металлов в монетах, на момент прихода к власти Веспасиана, было снижено. По своим весовым характеристикам монеты начала правления Веспасиана повторяли вителлианские. Внешне одинаковые античные монеты, вследствие особенностей их чеканки, имеют определённые различия в весе и пробе металла. Среднестатистический вес денария Веспасиана составлял 3,4—3,5 г при общем разбросе от 2,9 до 3,7 г, ауреуса — 7,3 г (7,14—7,6 г). Денарии чеканили преимущественно из 80 % серебра. При этом в первой половине правления проба серебра в монете была в основном меньшей, а во второй — большей. Порча монеты в начале правления Веспасиана стала одним из многих шагов, направленных на восстановление нарушенной гражданскими войнами финансовой системы Римской империи и пополнение казны. Согласно Светонию, став императором, Веспасиан заявил, что для восстановления государства ему необходимо 40 миллиардов сестерциев. Предпринятые им шаги по нормализации финансов империи оказались успешными. Это позволило во второй половине правления улучшить пробу серебра в монете.
Изменения веса и пробы металла в монетах не коснулись заложенных Августом соотношений денежных единиц, которые представлены в таблице 1.
Таблица 1. Соотношение денежных единиц в Римской империи во время правления Веспасиана
| Монета              | Номинальная стоимость в денариях | Номинальная стоимость в сестерциях | Номинальная стоимость в ассах |
| ------------------- | -------------------------------- | ---------------------------------- | ----------------------------- |
| Ауреус              | 25                               | 100                                | 400                           |
| Золотой квинарий    | 12½                              | 50                                 | 200                           |
| Денарий             | 1                                | 4                                  | 16                            |
| Серебряный квинарий | ½                                | 2                                  | 8                             |
| Сестерций           | ¼                                | 1                                  | 4                             |
| Дупондий            | 1⁄8                              | ½                                  | 2                             |
| Асс                 | 1⁄16                             | ¼                                  | 1                             |
| Семис               | 1⁄32                             | 1⁄8                                | ½                             |
| Квадранс            | 1⁄64                             | 1⁄16                               | ¼                             |

### Провинциальные монеты
В Римской империи, кроме имперских монет для всего государства, чеканили и провинциальные. Жёсткий контроль их выпуска со стороны Рима отсутствовал. Для них характерно использование традиционных для провинций номиналов денежных единиц, а также легенда на местном языке, а не на латыни. Провинциальные монеты при Флавиях выпускали исключительно в восточных провинциях. Они по определению предназначались для денежного оборота в определённой области. В связи с этим необходимость поддерживать между ними идентичность весовых характеристик и диаметра отсутствовала. Так, вес ассарионов одного временного периода правления Флавиев, отчеканенных в разных провинциях, может отличаться в два раза.
Отнесение той или иной монеты к провинциальной или имперской может вызывать вопросы и у специалистов. Для неспециалиста наиболее простым способом отнести тот или иной выпуск к провинциальному или имперскому является его нахождение в специализированных каталогах The Roman Imperial Coinage или Roman Provincial Coinage. Среди монет Веспасиана более сотни типов встречаются в обоих каталогах, что свидетельствует о наличии у них признаков как общеимперских, так и провинциальных монет, а также об отсутствии критериев, позволяющих однозначно судить о характере выпуска.

## Титулатура Веспасиана и его сыновей на монетах
Описание титула на монетах имеет важное значение в определении даты их выпуска. На момент смерти император носил титул «Император Цезарь Веспасиан Август Великий понтифик, наделён властью трибуна 10 раз, властью императора 20 раз, девятикратный консул, Отец отечества» («лат. IMPERATOR CAESAR VESPASIANUS AUGUSTUS PONTIFEX MAXIMUS TRIBUNICIA POTESTATE X IMPERATOR XX CENSOR CONSUL VIIII PATER PATRIAE»).
Титул императора, а также наделение властью трибуна (Tribunicia potestas) произошло в 69 году. Первое консульство будущего императора приходилось на 51 год., а второе на 79 год, когда он уже обладал верховной властью в империи. В 70 году он становится Великим понтификом, а в 73 году еще и цензором. Исходя из титула делают вывод о дате чеканки той или иной монеты. Особенностью монет времен правления Веспасиана явилось частое помещение на аверс изображений его сыновей и будущих императоров Тита и Домициана, чьи титулы на монетах в зависимости от года выпуска также предоставлены в таблице 2.
| Год | TR. P.            | COS       | IMP            |                   | Тит                                       | Домициан |
| --- | ----------------- | --------- | -------------- | ----------------- | ----------------------------------------- | -------- |
| 69  | TR. P. (с 1 июля) | COS       | IMP II         |                   |                                           |          |
| 70  | TR. P., TR. P. II | COS II    | IMP V          | P. M. (ноябрь)    | COS                                       |          |
| 71  | TR. P. II—III     | COS III   | IMP VI—VIII    |                   | TR. P.                                    | COS      |
| 72  | TR. P. III—IIII   | COS IIII  | IMP VIIII—X    |                   | COS II, TR. P., TR. P. II, IMP III—V      |          |
| 73  | TR. P. IIII—V     |           |                | CENSOR (с 1 июля) | CENSOR TR. P. II—III                      | COS II   |
| 74  | TR. P. V—VI       | COS V     |                |                   | COS III, TR. P. III—IIII                  |          |
| 75  | TR. P. VI—VII     | COS VI    | IMP XI—XIIII   |                   | COS IIII, TR. P. IIII—V, IMP. X           | COS III  |
| 76  | TR. P. VII—VIII   | COS VII   | IMP XVII—XVIII |                   | COS V, TR. P. V—VI, IMP. XI               | COS IIII |
| 77  | TR. P. VIII—VIIII | COS VIII  | IMP XVIIII     |                   | COS VI, TR. P. VI—VII                     | COS V    |
| 78  | TR. P. VIIII—X    |           | IMP XX         |                   | TR. P. VII—VIII, IMP. XIII                |          |
| 79  | TR. P. X—XI       | COS VIIII |                |                   | COS VII, TR. P. VIII—VIIII, IMP. XIIII—XV | COS VI   |

## Монеты Веспасиана как средство политической пропаганды
В условиях отсутствия средств массовой информации монеты становились средством политической пропаганды. Активное участие в денежном обороте, предполагавшее прохождение через сотни рук, ценность и относительная долговечность делали монеты действенным средством для распространения взглядов и идей, подчёркивания величия правителя.

### Тип «IVDAEA CAPTA» и триумфальные выпуски

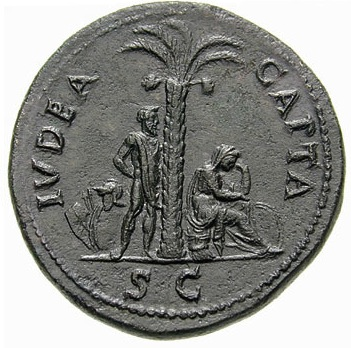
Сестерций серии «IVDEA CAPTA»

Вскоре после победы над Вителлием, римская армия под руководством сына нового императора Тита захватила и разрушила Иерусалим. Война с восставшими евреями завершилась полной победой римлян. В честь этого события, возобновив практику Августа выпуска монет по случаю завоевания новой провинции, отчеканили серию монет из золота, серебра, бронзы и латуни. Различные варианты изображений в конечном счете сводились к одной аллегорической композиции: Иудея в виде скорбящей женщины сидит на земле, позади — трофей из оружия. На монетах также могут присутствовать порабощённый еврей, Виктория, сам Веспасиан с копьём и паразониумом.
После покорения Иудеи в Риме провели триумф, нашедший отображение на монетах с императором в квадриге. В честь побед римского оружия чеканили также монеты с изображением Веспасиана в военной одежде рядом с Викторией. На нескольких типах монет богиня возлагает щит или венок на трофей. На некоторых из них рядом с военной добычей сидит пленник.

### Семья

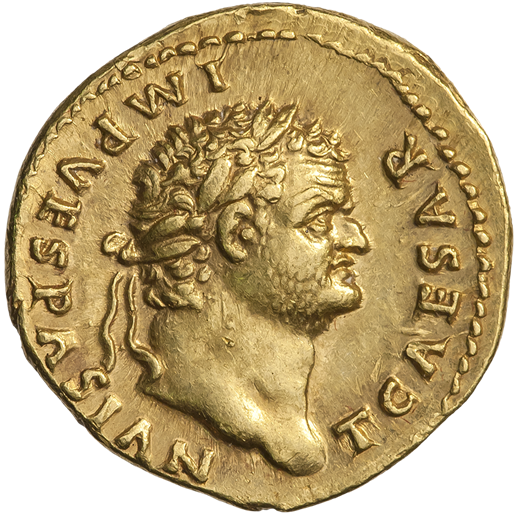
Ауреус 75 года с изображением Тита на аверсе

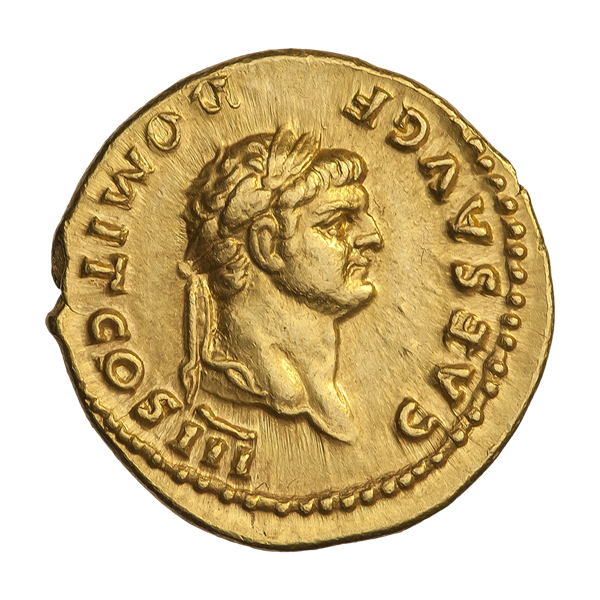
Ауреус 75 года с изображением Домициана на аверсе

Веспасиан пришёл к власти в возрасте 60 лет. Пожилой император объявил о создании династии Флавиев. На его монетах нашли отображение изображения и/или титулы сыновей Веспасиана — Тита и Домициана вместе или по отдельности. Количество монетных типов с изображениями предполагаемых наследников насчитывает несколько десятков. Продолжая заложенную Августом практику, им был присвоен титул «предводителей молодёжи» (лат. princeps juventutis), что и нашло отображение на монетах.
Одной из особенностей монет, чеканенных в период правления Веспасиана, является наличие множества типов, аверс которых занимал не действующий император, а один из его сыновей. Ряд аверсов содержит сцены, подчёркивающие их военные успехи, такие как, к примеру, Тит в триумфальной квадриге.
Среди множества монетных типов с сыновьями Веспасиана на одном из них изображен Тит и римские граждане. Данные монеты являются конгиариями, то есть деньгами для раздачи во время праздников.

### Легенды, прославляющие императора, на монетах
Ряд монет Веспасиана содержат на реверсе исключительно надписи в том или ином обрамлении, которые прославляют императора:
- «(S. P. Q. R.) OB CIVES SERVATOS» — «(сенат и народ Рима) за спасение граждан»[45][46]

## Божества, храмы и религиозная политика Веспасиана в монетных типах

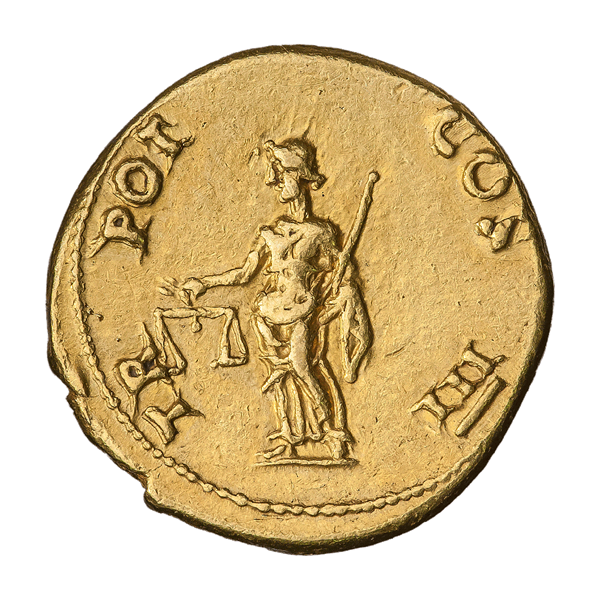
Персонификация правосудия

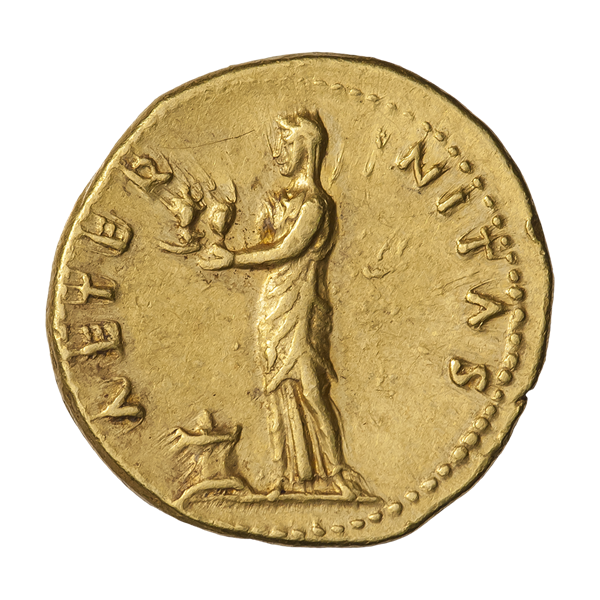
Богиня вечности Этернитас

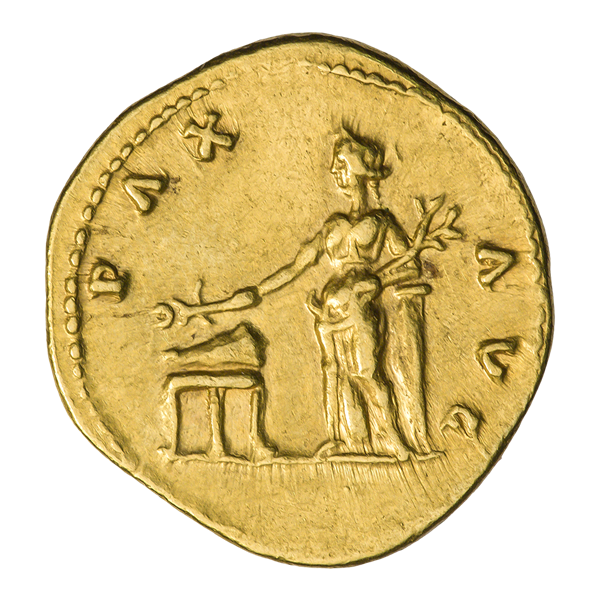
Богиня мира Пакс

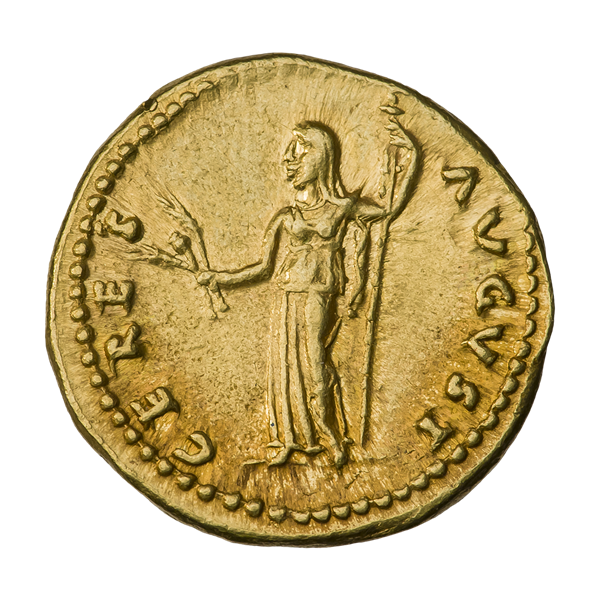
Богиня жатвы Церера

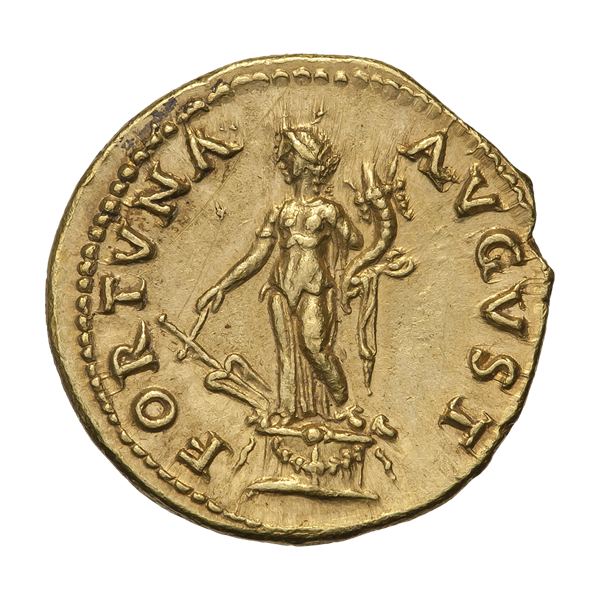
Богиня удачи Фортуна

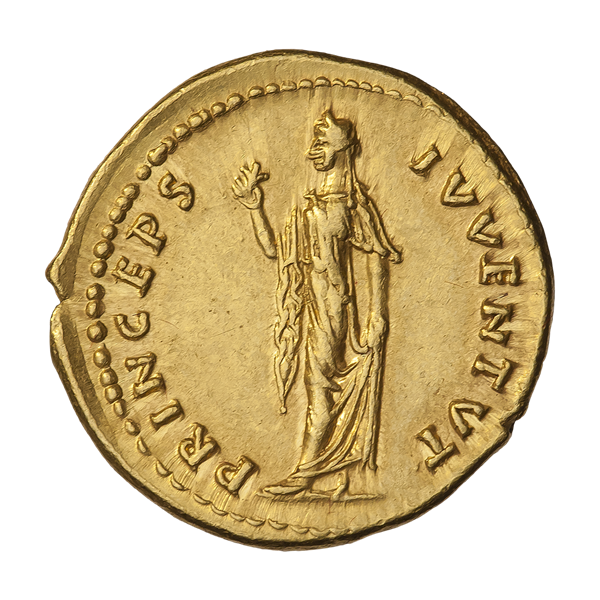
Персонификация надежды Спес

### Божества, легендарные существа и предметы
При Веспасиане в римской религии произошли инновации, нашедшие своё отображение на монетах. Особое значение приобрела идея вечности и символизирующей её богини Этернитас. На ряде монет она изображена с шаром, рогом изобилия, головами богов Луны и Солнца в руках, что отображало официально пропагандируемую идею вечного благополучия, наступившего благодаря приходу новой династии. С вечностью связаны монетные типы с Козерогом и шаром, который не имеет ни начала, ни конца.
Кроме Этернитас на монетах Веспасиана помещали и традиционных, присущих более ранним выпускам, божеств, таких как:
- верховное божество римского пантеона, а также покровитель династии Флавиев[52], Юпитер[54] (на ряде монет поместили вскормившую его молоком козу Амалфею[55][52]);
- бог войны Марс[56];
- богиня красоты и праматерь римлян Венера[57];
- олицетворяющая Рим богиня Рома[58] (на некоторых из них Веспасиан поднимает Рому с колен[59], либо получает от неё фигурку Виктории[60]);
- богиня победы Виктория[61];
- богиня мудрости Минерва[62];
- спутница Марса, вдохновлявшая римлян на боевые подвиги ради отечества Виртус одна[63] или с богом чести Хоносом[64];
- богиня удачи Фортуна[65];
- бог морей Нептун[66];
- богиня мира Пакс[67];
- богиня, покровительница семейного очага и жертвенного огня Веста[68];
- богиня согласия Конкордия[69];
- богиня, олицетворение благополучия, здоровья и успеха Салюс[70];
- богиня возмездия, карающая за нарушение общественных и нравственных порядков Немезида[71];
- богиня, олицетворяющая безопасность, Секуритас[72];
- богиня урожая и плодородия Церера[73];
- богиня, благословляющая и охраняющая жатву, Аннона[74];
- персонификация надежды Спес сама по себе[75] или передающая цветы императору и его сыновьям[76];
- персонификация счастья Фелицитас[77];
- персонификация согласия и верности Фидес[78];
- персонификация защиты Тутела[англ.][79];
- персонификация правосудия Эквитас с весами и мечом[80];
- персонификация свободы Либертас[81].

Идентификация того или иного божества на монете возможна либо благодаря надписи, либо специфическим атрибутам. На ряде монет помещена фигура женщины «без опознавательных знаков» и, соответственно, учёные-нумизматы не могут определить, кого же из богов римского пантеона она должна обозначать.
На монетах императорской эпохи находили отображение боги-прародители правящего принцепса. Так, на монетах Юлия Цезаря и Августа часто помещали прародительницу рода Юлиев Венеру. Веспасиан происходил из незнатной семьи. Придворные льстецы предлагали записать в прародители Флавиев Геркулеса. Хоть сам Веспасиан и отверг предложение, Геркулес появился на нескольких монетах времён его правления.
Кроме вскормившей Юпитера козы, на монетах Веспасиана также помещают волчицу, по легенде вскормившую и тем самым спасшую основателей Рима Ромула и Рема.
На монетах находит отображение культ бога Солнца Сола. Идеи «золотого века», благополучия и наступившего изобилия символизируют колосья, наполненный кувшин или модий, свиноматка с поросятами, рог изобилия и др.

### Храмы, алтари, предметы жреческого обихода

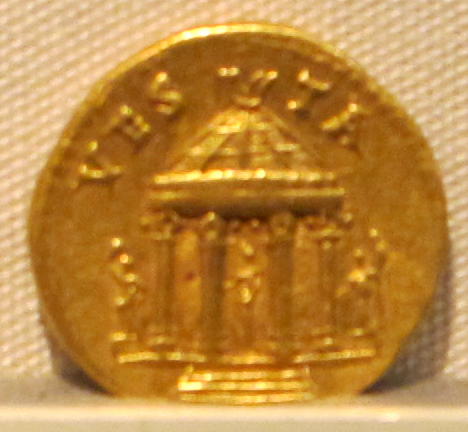
Ауреус с изображением храма Весты

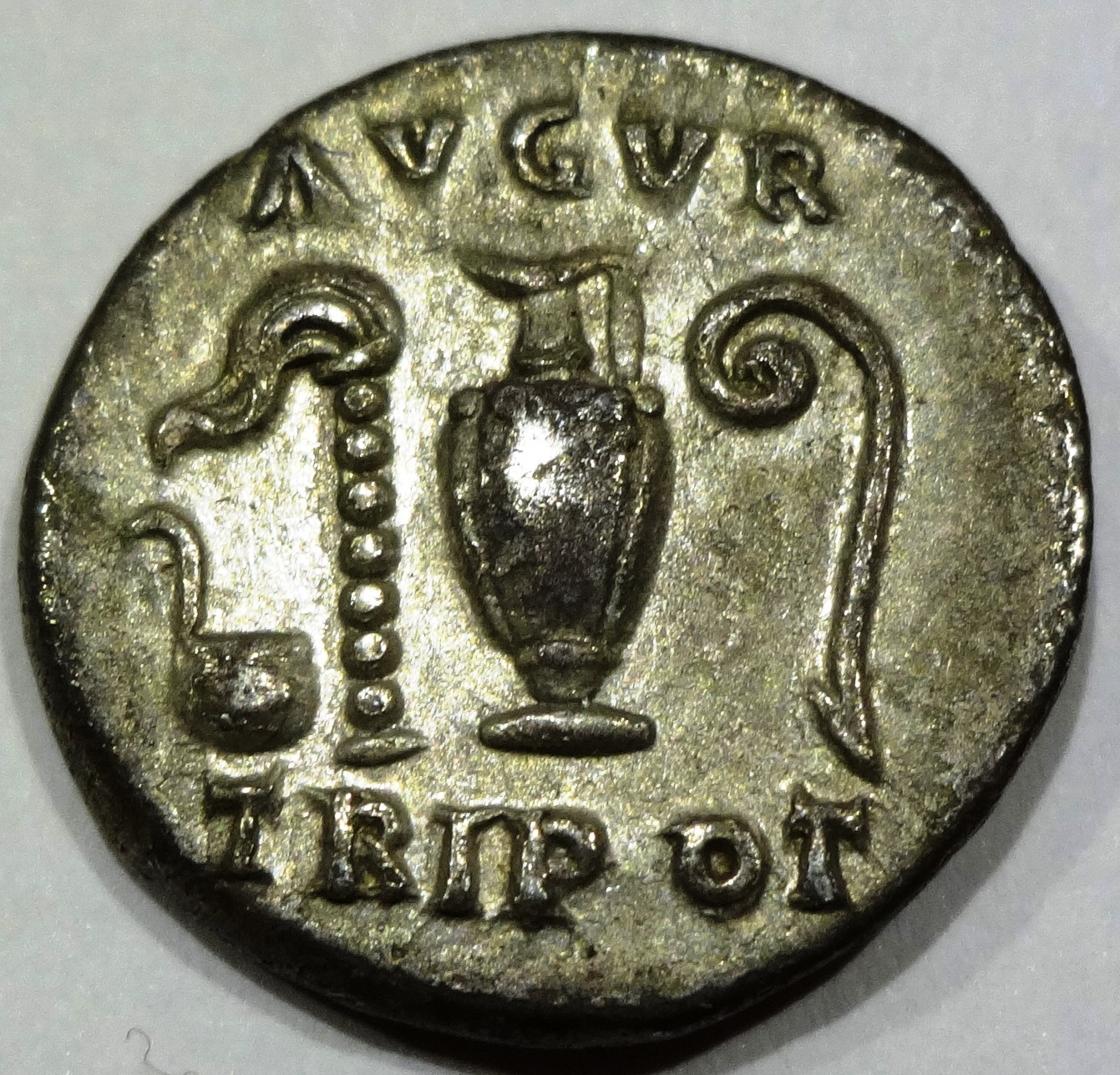
Денарий с предметами жреческого обихода симпулум, кропило, кувшин, литуус

Правление Веспасиана ознаменовано грандиозным строительством в пережившем в 64 и 68 годах пожары Риме. Попытка увековечить своё правление бурной архитектурной деятельностью находила своё отображение на монетных типах римских императоров. Из множества отстроенных зданий на монеты попали храм Весты и Юпитера Капитолийского. Проникновение восточных культов в религию римлян нашло отображение в изображении храмов Изиды и Сераписа.
Кроме храмов из построек религиозного характера на монетах Веспасиана фигурирует лугдунский алтарь Провидения, имеющий четырёхугольную форму и цоколь из пяти ступеней.
На монетах Веспасиана нашла отображение и его религиозная деятельность. Будучи великим понтификом, он принимал непосредственное участие в жертвоприношениях и других религиозных обрядах. На монетах помещали атрибуты жрецов, такие как авгурский жезл литуус, кропило, патера и др.

## Культурная политика Веспасиана согласно данным нумизматики

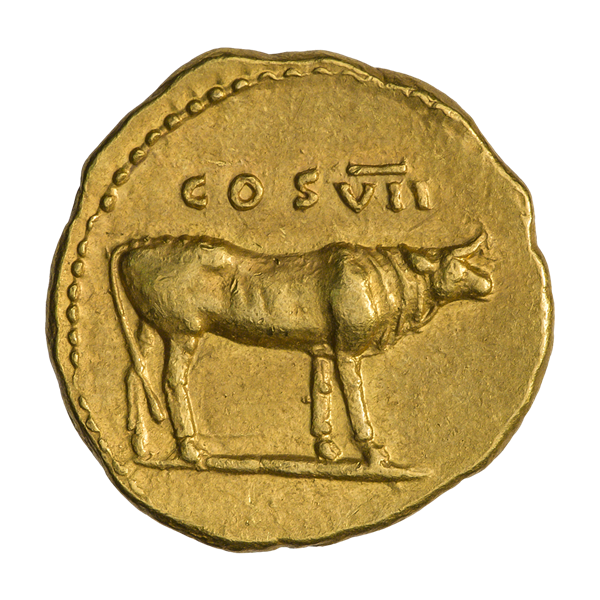
Тёлка Мирона на ауреусе Веспасиана

Веспасиан придавал важное значение культурной жизни в Риме и покровительствовал артистам и риторам. Эта сфера деятельности императора также нашла своё отображение на монетах. Пегас с расправленными крыльями символизирует расцвет мусической сферы, достигнутый благодаря деятельности Флавиев.
На ряде монет Веспасиана изображена статуя коровы древнегреческого скульптора Мирона. Эта скульптура в Риме пользовалась большой популярностью. Во время правления Октавиана Августа её перевезли в Рим и установили в портике Аполлона, а при Веспасиане перенесли в храм Мира. Скитания Ио, превращённой Зевсом в корову, находили отображение в многочисленных фресках. Появление произведения Мирона на монетах свидетельствует о сильном влиянии Эллады на культурную жизнь римлян.

## Военная тематика на монетах Веспасиана

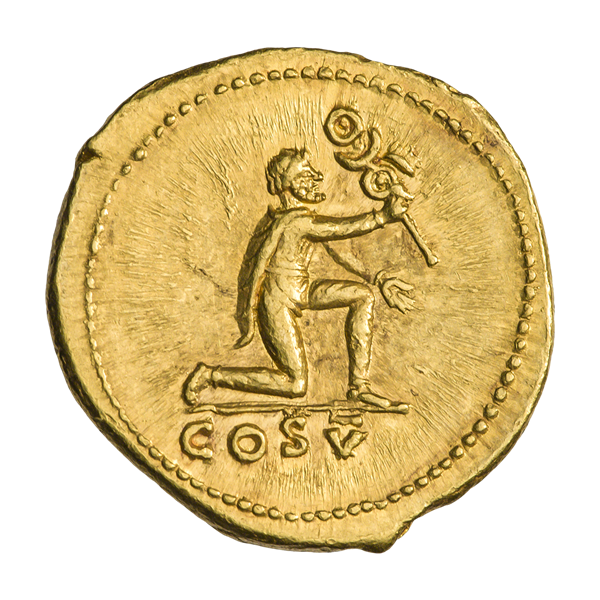
Коленопреклонённый варвар, отдающий вексиллум

Солдаты, пожимающие друг другу руки, символизируют военное согласие. Рукопожатие в сочетании с колосьями в руках и кадуцеем на монетах символизирует не только воцарившееся согласие в Римской империи, но и благополучие. Ещё один символ процветания — кадуцей, является частым элементом римских монет периода правления Веспасиана.
Также на монетах помещали священные для римлян отличительные знаки легионов и их подразделений, к которым относят орла легиона (аквила), знамёна (вексиллум и лабарум), сигну манипулы и др. Также встречаются изображения оружия, копий, щитов.
Военная тематика на монетах зачастую перекликается с изображениями богов-покровителей военного дела. Их выбор происходил в соответствии с текущей ситуацией. Марс и Минерва связаны с военными действиями, Виктория — победой римского оружия, а Нептун — действиями флота. На время правления Веспасиана пришлось столетие побед Августа и непосредственного установления империи с единоначальным правителем. Столетие битвы при Акциуме было отмечено типом с «Victoria Navalis» на носу корабля.
На монетах находит отображение Веспасиана и его сыновей в качестве лидеров армии в военной форме, в виде мчащихся всадников, рядом с Викторией и/или трофеем. К ним также следует отнести монеты с коленопреклонённым бородатым варваром в тунике, отдающим штандарт. Их чеканка приурочена к успешным военным действиям против германцев и британцев в 77—78 годах.